# Dioscorea cinnamomifolia
Dioscorea cinnamomifolia är en enhjärtbladig växtart som beskrevs av William Jackson Hooker. Dioscorea cinnamomifolia ingår i släktet Dioscorea och familjen Dioscoreaceae. Inga underarter finns listade i Catalogue of Life.